# Arnold Busck A/S
Arnold Busck A/S ist eine dänische Buchhandlungskette mit 30 Geschäften sowie einem Internetshop. Das Unternehmen wird in der vierten Generation von einem Mitglied der Familie Busck geleitet. Sein Flagshipstore findet sich in Kopenhagen in der Købmagergade 49.

## Geschichte
Am 5. November 1896 eröffneten Johannes Lauritz Wisbech (1870–1944) und Arnold Busck (1871–1953) Busck & Wisbech. Ihr Geschäft befand sich zunächst in der Pilestræde in Kopenhagen. Fünf Jahre später zog es in die Købmagergade 49. Im selben Jahr zog sich Wisbech aus dem Unternehmen zurück. 1922 wurde von Arnold Busck der Verlag Nyt Nordisk Forlag gekauft. Im Jahr darauf kam zum Geschäft eine Abteilung für ausländische Bücher hinzu, in der nun die Encyclopedia Britannica sowie Bücher von His Majesty’s Stationery Office verkauft wurden. Dementsprechend nannte sich das Geschäft nun Arnold Busck International Boghandel. 1941 wurde es eine Aktiengesellschaft. Im Juli 2008 wurde B.O. Bøger A/S gekauft, womit die Arnold Busck A/S 18 Geschäfte hinzugewann.
Helle Busck Fenwig ist seit dem 1. Mai 2010 Unternehmensleiterin. Ihr Mann Jesper Fensvig ist seit dem 1. Januar 2008 Verlagsleiter.
Zu den besonderen Buchläden gehört der Kinderbuchladen Børnenes boghandel in der Skindergade 4, in direkter Nähe des Flagshipstores, sowie der Buchladen im Statens Museum for Kunst. Der Kinderbuchladen wurde 1972 gegründet und feierte 2012 sein 40-jähriges Bestehen mit der Ausgabe eines kostenlosen Pixi-Buches als Beilage im ladeneigenen Buchmagazin Bogmagasinet.

## Galerie

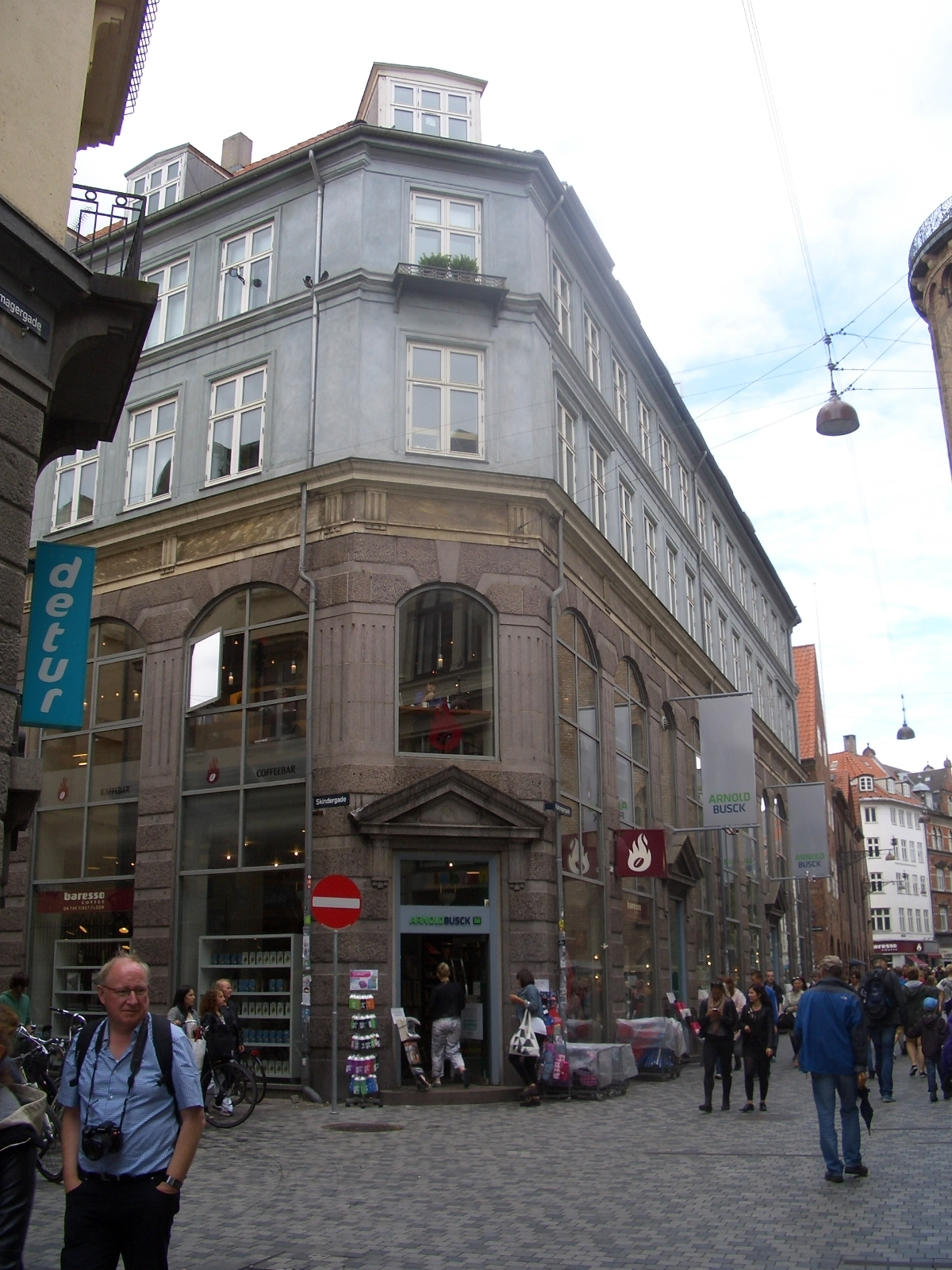
Der Flagshipstore in der Købmagergade 49
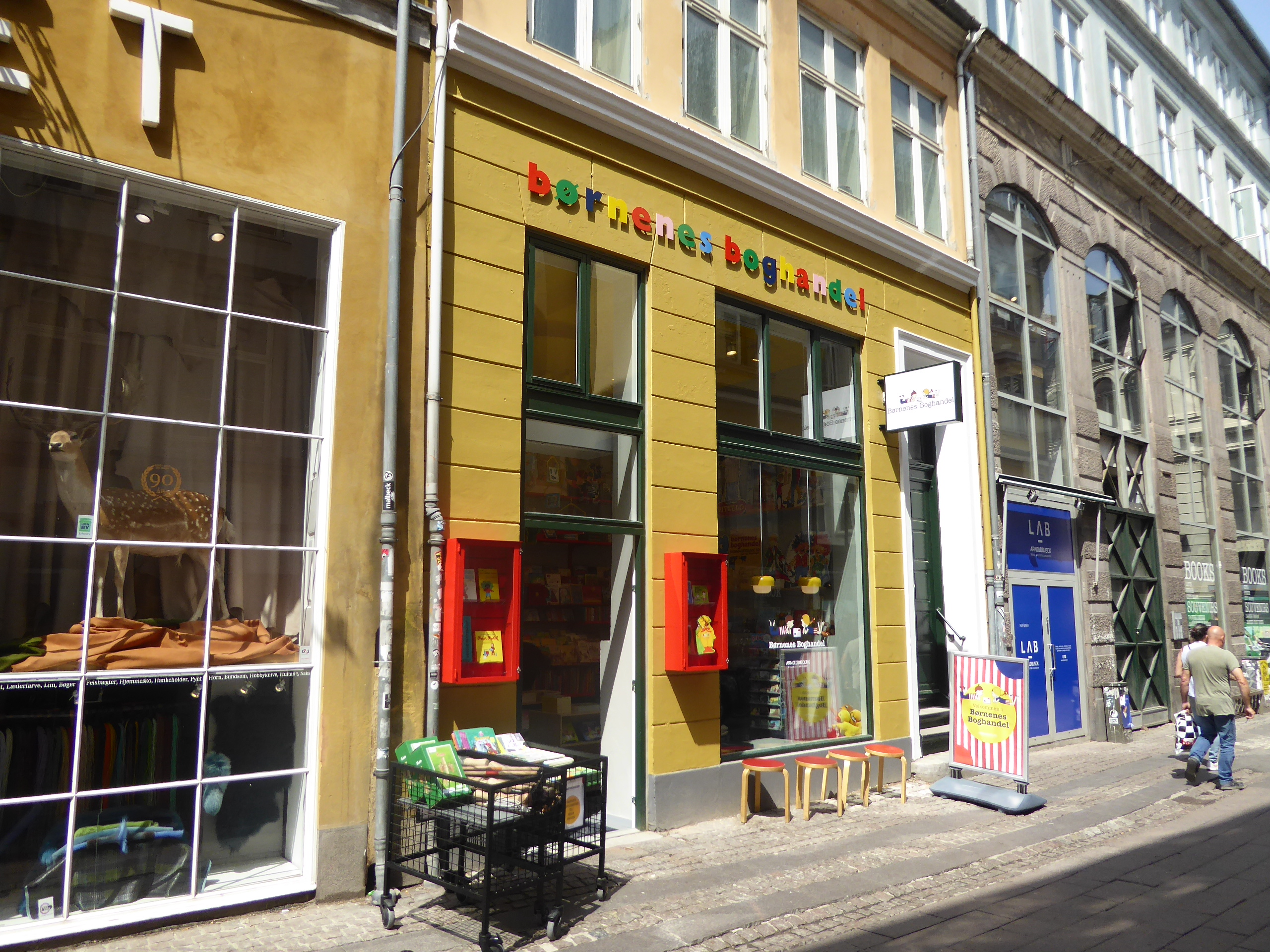
Der Kinderbuchladen Børnenes boghandel in der Skindergade 4
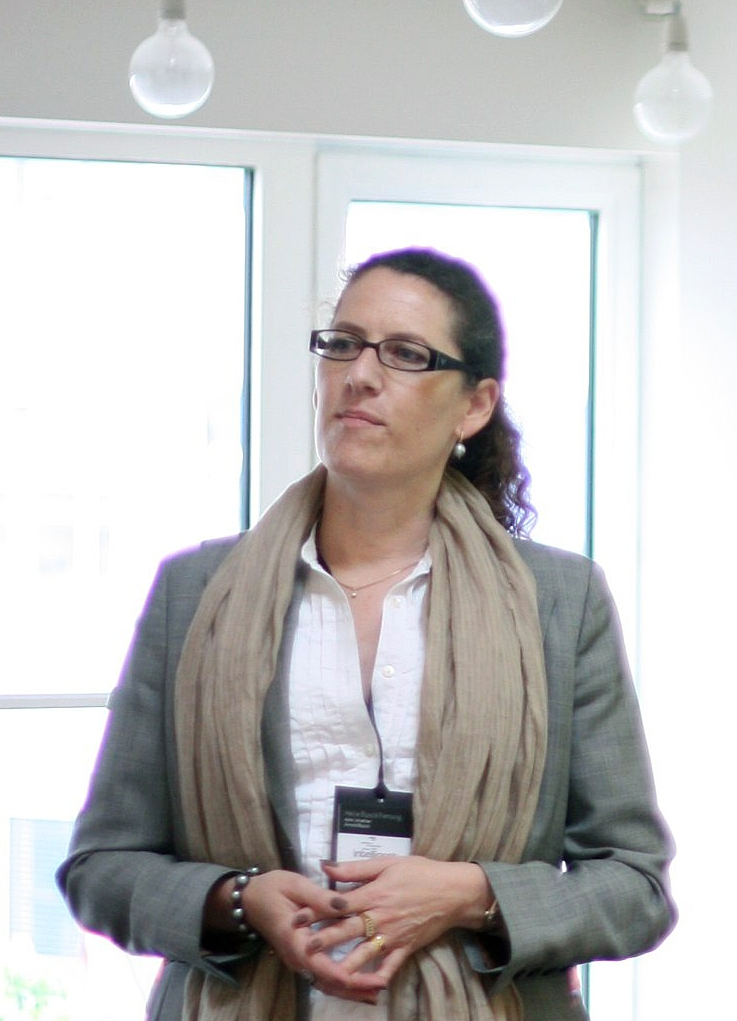
Helle Busck Fensvig, 2010